# (35356) Vondrák
(35356) Vondrák, désignation internationale (35356) Vondrak, est un astéroïde de la ceinture principale.

## Description
(35356) Vondrak est un astéroïde de la ceinture principale. Il fut découvert le 25 septembre 1997 à l'Observatoire d'Ondřejov par Petr Pravec et Lenka Šarounová. Il présente une orbite caractérisée par un demi-grand axe de 2,22 UA, une excentricité de 0,12 et une inclinaison de 5,5° par rapport à l'écliptique.

## Compléments